# Baťa

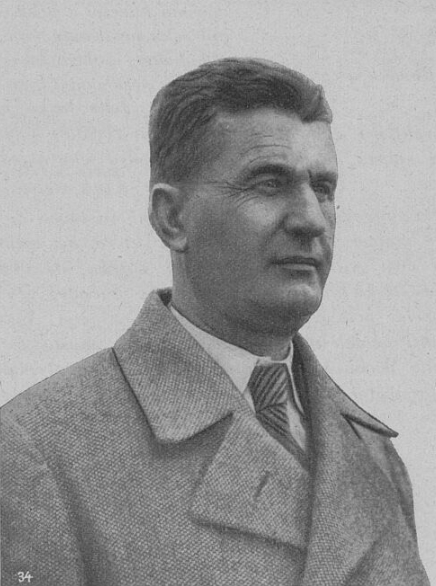
Zakladatel firmy Baťa Tomáš Baťa

Baťa, též Baťovy závody, je název velké české (původně československé) obuvnické firmy, kterou založili sourozenci Anna, Antonín a Tomáš Baťové ve Zlíně v září 1894. Anna až do svého sňatku v roce 1898 a odchodu z firmy, bratrům pomáhala a vedla i účetnictví firmy, její mladší bratr Antonín, na kterého byla vydaná živnost pod jménem "Antonín Baťa", v roce 1908 zemřel. Nejmladší bratr Tomáš pak pokračoval v postupném rozvoji firmy, která nesla až do změny právní subjektivity v roce 1931 jména obou bratrů T & A Baťa. Nový název firmy byl "BAŤA, akciová společnost". Od roku 1932, po tragické smrti Tomáše Bati, jednoho ze zakladatelů firmy, na základě Dědičské smlouvy, převzal veškerý majetek firmy Jan Antonín Baťa. V roce 1939 byly v důsledku politické situace slovenské závody vyčleněny pod „Baťa, Slovenská účastinná spoločnosť“ se sídlem v Šimonovanech. Československý koncern Baťa zasahoval v okamžiku svého znárodnění do čtyřiceti výrobních odvětví. K 1. lednu 1949 byly zlínské závody Baťa přejmenovány na Svit. Ze slovenské firmy Baťa vzniklo několik společností, výroba obuvi byla spojena se Závody 29. augusta (ZDA) v Partizánském.
Po druhé světové válce byly Baťovy továrny v socialistických státech znárodněny bez náhrady. Pobočky v kapitalistických státech zůstaly v rodinném majetku a byly řízeny jak z Jižní Ameriky – Jan Antonín Baťa, tak Severní Ameriky – z Kanady, rodinou jr.Tomáše Bati.
Současná evropská centrála firmy je ve švýcarském Lausanne. Centrála pro Česko je opět ve Zlíně.
Guinnessova kniha rekordů v roce 2004 označila firmu Baťa za "Největšího prodejce a výrobce bot" všech dob, protože podle ní za svoji existenci firma prodala již přes 14 miliard párů bot.

## Historie

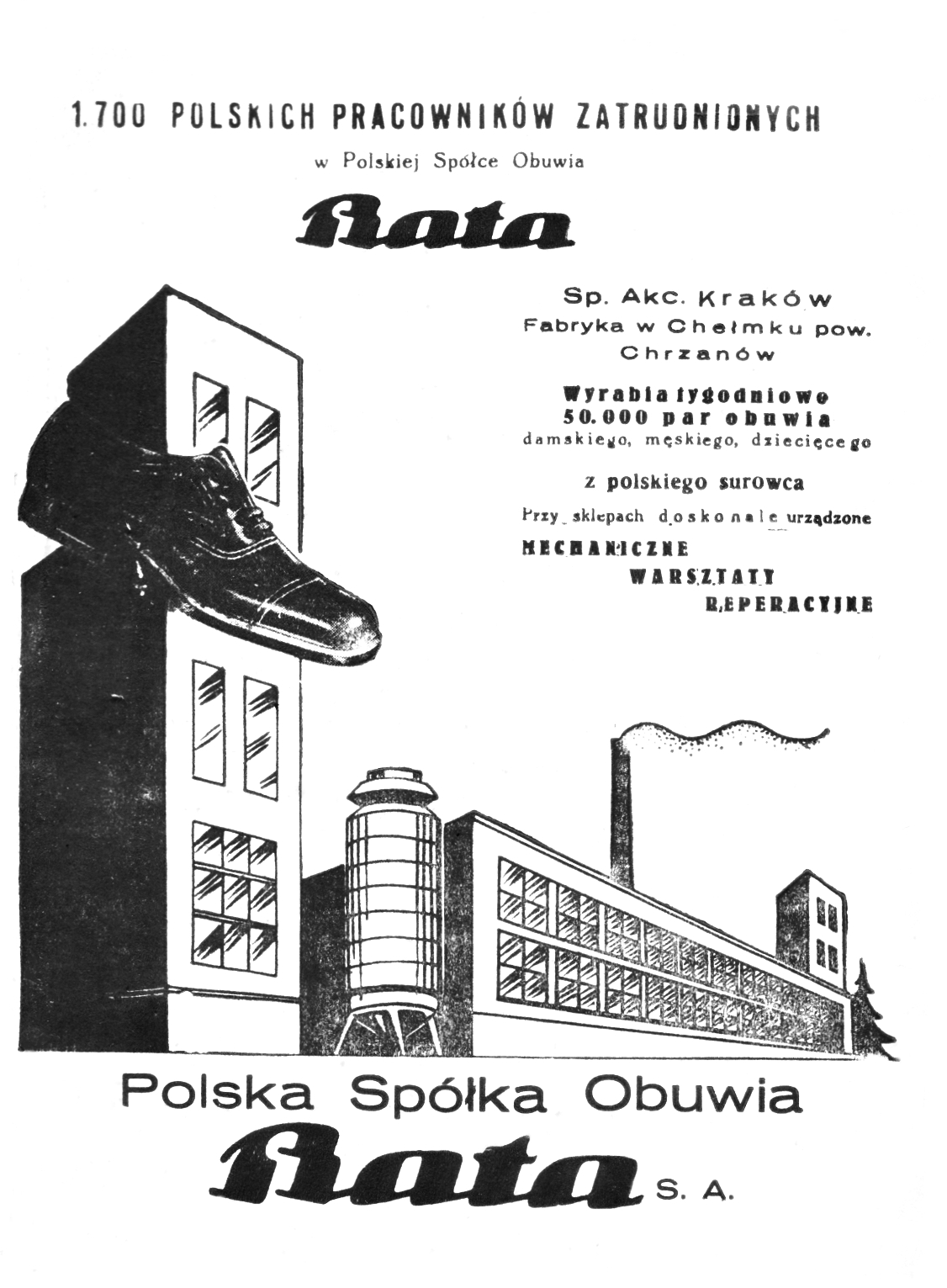
Reklama firmy Baťa v polštině

V roce 1894 zahájili tři sourozenci Baťové – Anna, Antonín a Tomáš – obuvnické podnikání ve firmě jménem A. Baťa.
V roce 1900 měla firma právní podobu veřejné společnosti a zaměstnávala 120 lidí, v roce 1908 se stal jediným majitelem firmy T. Baťa. Po převzetí vedení firmy Tomáš Baťa začal zavádět mechanizaci práce a taylorismus, kterým se nechal inspirovat na své cestě po USA. V důsledku zvýšení nároků na výkon zaměstnanců jeho továrnu opustila polovina zaměstnanců. Tomáš Baťa reagoval zakázáním působení odborových organizací. Vzmach firmy nastal během první světové války, na jejímž počátku se Baťovi podařilo získat několik státních zakázek pro rakousko-uherskou armádu. Díky tomu se továrna dostala na seznam pro stát klíčových podniků, na jejichž zaměstnance se vztahovala výjimka z mobilizace, ale na druhou stranu zase vojenský dozor na pracovišti. Mezi lety 1914 a 1918 stoupl počet Baťových zaměstnanců z 500 na 4100. V závěrečných letech války nastal všeobecný nedostatek, který například přibližně zdesetinásobil cenu bot. Baťa se proto rozhodl část výroby přeorientovat zpět na civilní obuvnictví. Aby předešel překupování na černém trhu, obešel rizikové dodavatele bot a založil první vlastní prodejny. Firma měla z válečných dob víc zaměstnanců, než kolik s ohledem na odbyt potřebovala, což se Baťa pokusil spolu se zvyšující se úvěrovou zadlužeností firmy překonat vnitřním úvěrovým systémem a zřízením podnikové banky. Zlepšení situace přinesla akce Baťa drtí drahotu, při níž firma snížila cenu obuvi od 1. září 1922 na polovinu cen z jara roku 1922. V roce 1924 byla zavedena spoluúčast na zisku a ztrátě a byla také zahájena výstavba moderních továrních budov s železobetonovým skeletem. Pásová výroba byla po vzoru Henryho Forda zavedena v roce 1927 a již zanedlouho umožnila zvýšit výrobu o 58 % procent při zvýšení počtu zaměstnanců o 35 %. V květnu 1931 se změnila dosavadní veřejná obchodní společnost T. & A. Baťa na Baťa, akciová společnost.

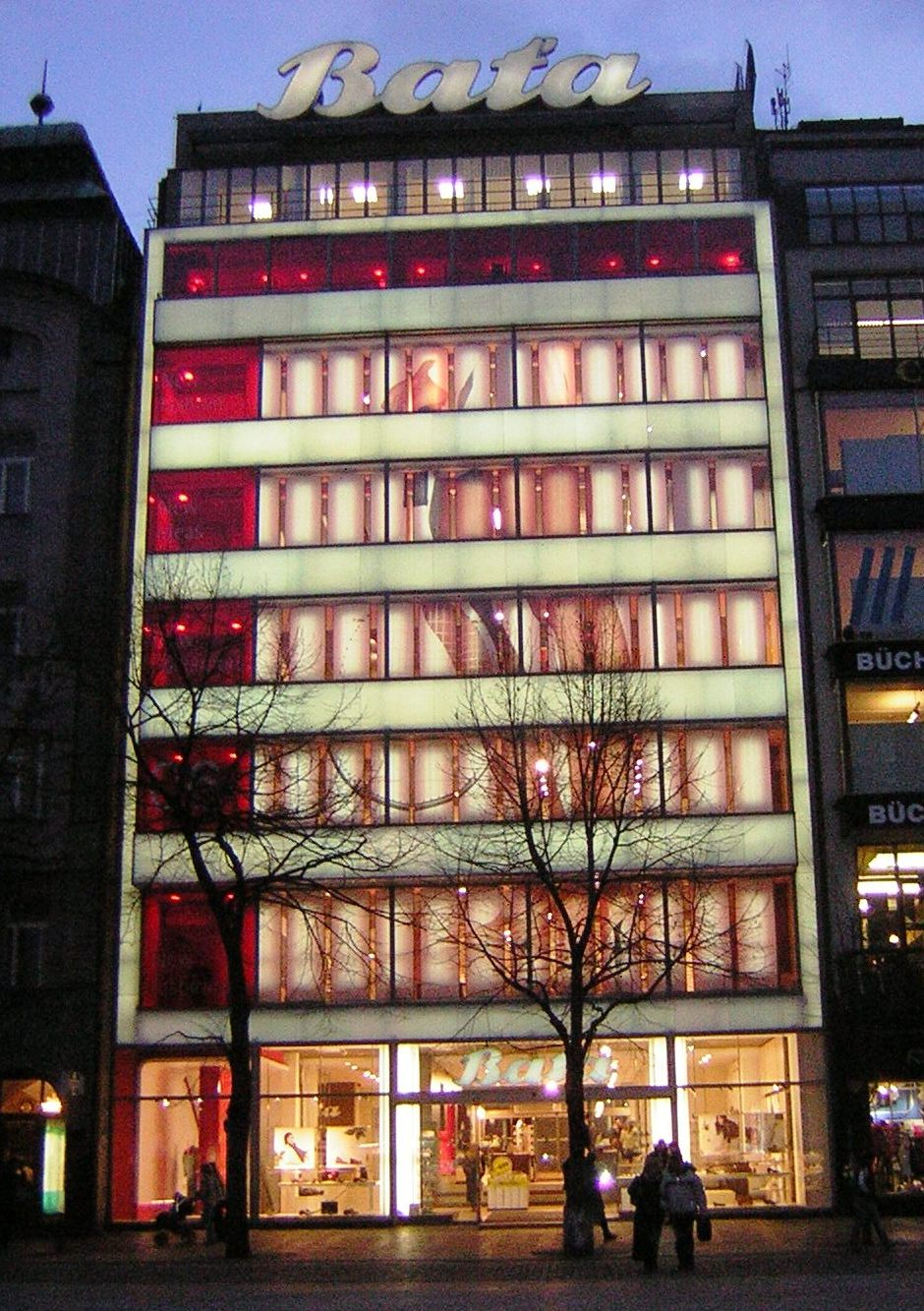
Obchodní dům Baťa na Václavském náměstí z let 1927–1929

I po tragické smrti Tomáše Bati při letecké havárii v červenci 1932 koncern pod vedením nového majitele (dědičská smlouva) – nevlastního bratra Jana Antonína Bati expandoval, rozšiřoval výrobní obory o výrobu pneumatik, technické pryže, umělých vláken, hraček, kovoobráběcích strojů, pletacích strojů, letadel (Zlínská letecká společnost, a. s.), jízdních kol. Ke koncernu patřila i stavební výroba, pojišťovna Atlas, uhelné doly, 63 zahraničních společností, železniční trať Otrokovice–Vizovice, cestovní kancelář, vlastní doprava, letiště v Otrokovicích s leteckou společností, obchodní domy, prodejny – cca 8 tisíc prodejen v tuzemsku a více než 8 tisíc v zahraničí, bytový fond, vlastní pole a lesy. Koncern zaměstnával více než 67 000 zaměstnanců, z toho více než 25 000 v zahraničí.
Brzy po vzniku Protektorátu opustil zemi šéf koncernu Jan Antonín Baťa, a od r. 1941 začal budovat nové působiště, výrobu i nová města v Jižní Americe, v Brazílii. V ČSR v roce 1938 vydal knihu Budujme stát pro 40 000 000 lidí, v níž představil veřejnosti rozsáhlé hospodářské záměry. V roce 1939 odešel do USA do exilu a usadil se pak v Brazílii, kde vzniklo nové centrum řízení zahraničních společnosti Baťa.
Od roku 1938 budoval závod v Kanadě i jeho synovec Tomáš Jan Baťa. Vedení podniku tak ve Zlíně tvořili Dominik Čipera, Hugo Vavrečka, František Malota a do své tragické smrti i Josef Hlavnička.
Po druhé světové válce se vývoj podniku rozdělil. Novým centrem Baťovy společnosti (synovec Tomáš J. Baťa) se stala Kanada.
Podnik Baťa ve Zlíně byl znárodněn zestátněním 27. října 1945. Od 1. ledna 1949 fungoval jako Svit, národní podnik. Firma Svit ukončila výrobu obuvi v r. 2000, pokračovatelem výroby kožené obuvi bylo Cebo a.s. Zlín – vymazáno v r. 2010. Exekučním příkazem ze dne 26.01.2006, byl nařízen prodej podniku Svit. V roce 2010, po dlouhých, nekonečných letech jednání Soudu ČR, došel soud k závěru, že Konkurz vyhlášený v roce 2000 na Svit a.s. Zlín a jeho další subjekty, byl neoprávněný. 
Baťa budoval nejen továrnu, ale také veškeré zázemí pro ni i zaměstnance. Suroviny sám vyráběl a bez prostředníků prodával, čímž šetřil na nákladech. V dnešních Otrokovicích – Baťově, vybudoval vlastní koželužnu, ve Zlíně firmu vyrábějící stroje a vlastnil pole i lesy. Pro zaměstnance budoval Baťovy domky (tehdy luxusní bydlení) a internáty, což bylo spolu s vysokými platy v továrně hlavní příčinou přílivu pracovních sil a expanze Zlína. Nechyběly ani školy pro budoucí zaměstnance, školky, a další služby. Celý Zlín byl budován podle jednotného funkcionalistického plánu architekta Františka Lydie Gahury s názvem Zahradní město. Rozvoj Zlína pokračoval i po smrti Tomáše Bati. Za Jana Antonína Bati je postavena např. i správní budova č. 21, dostavěn obchodní dům a hotel, vznikají Studijní ústavy. Rozvoj podniku BAŤA byl přerušen druhou světovou válkou a dvojnásobným bombardováním angloamerickými spojeneckými leteckými svazy v roce 1944. Firma Baťa v době 2. sv. války, mimo vyráběnou obuv pro Wehrmacht, vyráběla ve strojírnách i strojní součástky a díly pro německé zbraně např. i pro střely V1 a V2, lafety pro děla, svítící ciferníky pro letadla atd. Rozvoj podniku, obnovování poškozených budov, výstavba nových budov, byla zahájena až po ukončení války podle již připravovaných plánů obnovy podniku. Mezi prvními budovami byly nově postavené budovy č. 14 a 15, průběžně opravovaná a rozšiřovaná elektrárna i výstavba nových chladicích věží a prvního železobetonového komínu, postupná stavba centrálního skladu obuvi – budova 34, výstavba centrální trafostanice a válcovny gumových směsí a další.

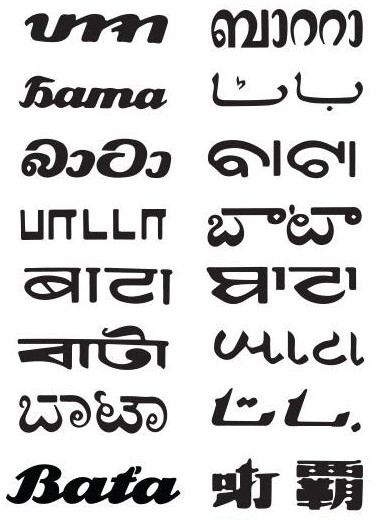
Logo v různých jazycích

## Představitelé
- Baťa (1894–1945)
  - 1931–1932: Tomáš Baťa, šéf
  - 1932–1945: Jan Antonín Baťa, šéf
- Baťa (1945–1948) a Svit (od 1949)
  - 1945–1946: prozatímní správa
  - 1946–1949: JUDr. Ivan Holý, ředitel
  - 1949–1952: Jan Pištěk, ředitel
  - 1952–1970: Karel Černoch, ředitel
  - 1970–1973: Jaroslav Hruška, ředitel
  - 1973–1982: RSDr. Ladislav Němec, ředitel
  - 1982–1987: Ing. Josef Kadlec, ředitel
  - 1987–1990: Ing. František Vodák, ředitel
  - 1990–1997: Ing. Vladimír Lukavský, ředitel
  - 1997–2000: Mgr. Vlastimil Valenta, ředitel
  - řídící struktura po roce 2000 nepřehledná
- Bata Shoe Organization (od 1945)
  - 1945–1984: Tomáš Jan Baťa, CEO
  - od 1984: Thomas George Baťa, CEO

## Současnost

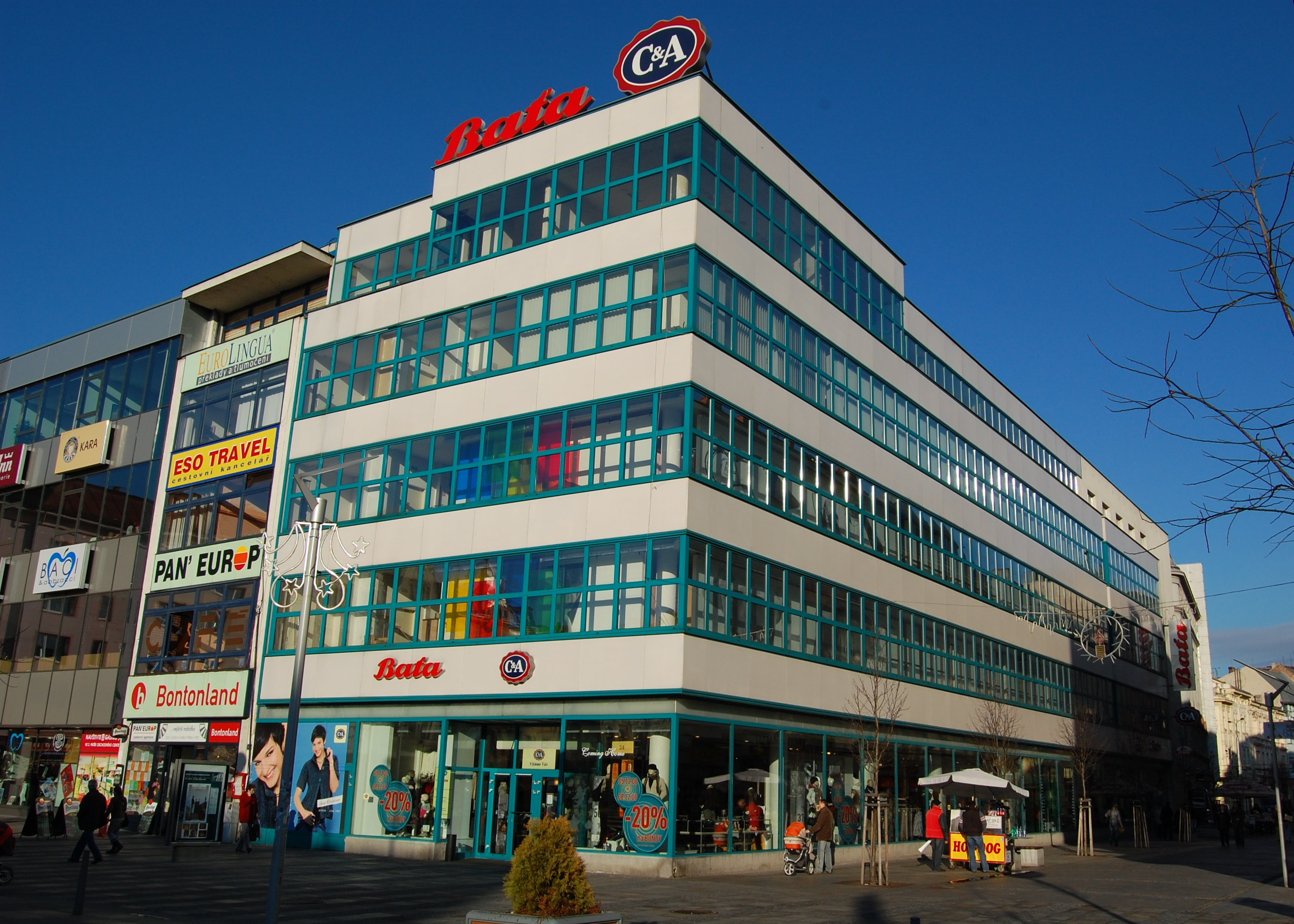
Bývalý obchodní dům Baťa z roku 1931 na Masarykově náměstí v Ostravě

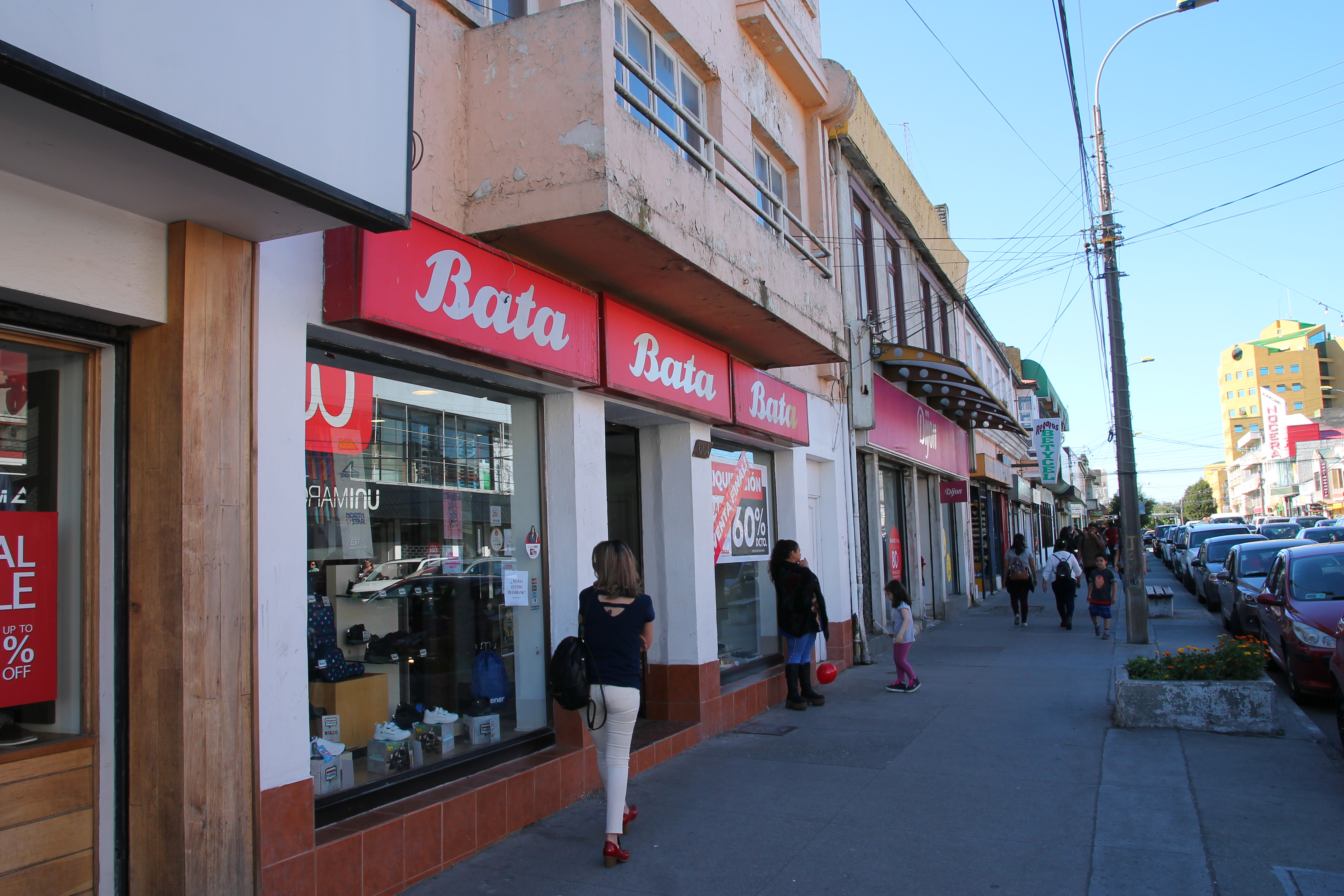
Nejjižnější Baťův obchod na světě v chilském Punta Arenas

V roce 1991 se (kanadská) firma Baťa vrátila do Zlína. V roce 2000 měla Bata Shoe Organization, jak se dnes firma nazývá, padesát výrobních závodů, devět koželužen, 4 743 prodejen, 49 324 zaměstnanců a působila v 68 zemích světa. Společnost má dnes čtyři obchodní jednotky: Bata Europe se sídlem ve švýcarském Lausanne, Bata Asia Pacific-Africa se sídlem v Singapuru, Bata Latin America se sídlem v Ciudad de México a Bata North America se sídlem v kanadském Torontu
V roce 2017 se do Prahy přesunulo globální marketingové oddělení, za účelem větší centralizace společnosti.

## Satelity
Vlivem celních překážek koncern Baťa od konce dvacátých let budoval své zahraniční továrny, kde nechyběly ani typické Baťovy domky a budovy občanské vybavenosti. První ze zahraničních satelitů byl budován od roku 1929 ve švýcarském Möhlinu. Právě na otevření této továrny Tomáš Baťa letěl 12. července 1932. Výstavba osad v Brazílii po začátku druhé světové války byla realizována již z iniciativy Jana Antonína Bati.
Seznam baťovských satelitů:
- Česko: Dolní Němčí, Napajedla, Otrokovice (Baťov), Sezimovo Ústí (Velký Dvůr), Třebíč (Borovina), Zruč nad Sázavou
- Slovensko: Partizánske (Baťovany), Svit, Nové Zámky, Bošany
- Belgie: Seneffre
- Brazílie: Anaurilândia, Batatuba, Batayporã, Bataguassu, Mariapolis, Indiana SP
- Francie: Hellocourt (Bataville)
- Chile: Peñaflor
- Chorvatsko: Vukovar (Borovo Naselje)
- Indie: Kalkata (Batanagar), Bataganj
- Itálie: Veca
- Kanada: Batawa
- Maďarsko: Tiszaföldvár (Martfü)
- Nizozemsko: Best (Batadorp)
- Pákistán: Batapur
- Polsko: Chełmek, Krapkowice (původně Ottmuth )
- Švýcarsko: Möhlin
- USA: Belcamp
- Spojené království: Tilbury (East Tilbury)

## Pobočky v ČR

### Hlavní město Praha
- Praha - Václavské náměstí (Baťův palác obuvi na Václavském náměstí)

- Praha - Metropole Zličín
- Praha - DBK
- Praha - Arkády Pankrác
- Praha - Westfield Chodov
- Praha Palladium
- Praha Atrium Flora
- Praha Fashion Arena
- Praha - Černý Most
- Praha - Letňany

### Středočeský kraj
- Beroun
- Benešov
- Kladno - Central
- Slaný
- Kolín
- Čáslav

### Kraj Vysočina
- Jihlava - Citypark
- Třebíč - Stop Shop

### Jihomoravský kraj
- Brno - Olympia
- Brno - Česká ulice
- Brno - Vaňkovka
- Brno - Královo Pole
- Znojmo - Masarykovo náměstí
- Hodonín

### Zlínský kraj
- Zlín - Dlouhá
- Zlín - Opravna
- Zlín - OC Centro
- Vsetín
- Uherské Hradiště
- Kroměříž

### Olomoucký kraj
- Olomouc - Galerie Moritz
- Olomouc OC Šantovka
- Prostějov
- Šumperk

### Moravskoslezský kraj
- Nový Jičín
- Frýdek - Místek Galerie
- Havířov - Elan
- Ostrava - Avion
- Ostrava - Futurum
- Ostrava - Karolina
- Opava

### Pardubický kraj
- Pardubice - Palác
- Svitavy - City Market

### Královéhradecký kraj
- Hradec Králové - Futurum
- Hradec Králové - Atrium

### Liberecký kraj
- Liberec - OC Forum
- Liberec - Nisa
- Jablonec nad Nisou

### Ústecký kraj
- Louny
- Most - Central
- Chomutov - OC Chomutovka
- Teplice - Olympia

### Karlovarský kraj
- Karlovy Vary

### Plzeňský kraj
- Plzeň - Olympia
- Klatovy

### Jihočeský kraj
- Písek
- Tábor
- Český Krumlov
- České Budějovice
- Jindřichův Hradec